# Prokatedra Naszej Pani w Tromsø
Prokatedra Naszej Pani w Tromsø (nor. Vår Frue domkirke i Tromsø) – główna świątynia Niezależnej Prałatury Tromsø w Norwegii. Mieści się przy ulicy Storgata, pod numerem 94.
Budowę prokatedry w stylu neogotyckim zakończono w 1861. Do budowy użyto drewna. Od 1979 jest katedrą Niezależnej Prałatury Tromsø.